# Финале Купа УЕФА 2006.
Финале Купа УЕФА 2006. јесте утакмица која је одлучила побједника Купа УЕФА 2005/06. Било је то 35 финале Купа УЕФА, другостепеног такмичења у којем су учествовали клубови из фудбалских савеза чланица Уефе. Финална утакмица се играла на Филипс стадиону у Ајндховену 10. маја 2006. између енглеског Мидлсброа и шпанске Севиље. Мидлсброу је то била друга сезона у историји да је учествовао у неком европском такмичењу, док је Севиља учествовала више сезона, али је то било прво финале Купа УЕФА за оба тима. Оба клуба су се у Куп УЕФА пласирали на основу позиција у својим лигама у претходној сезони, а након што су прошли групну фазу, Мидлсбро је у елиминационој фази избацио Штутгарт, Рому, Базел и Стеауу Букурешт, док је Севиља избацила Локомотиву из Москве, Лил, Зенит и Шалке 04
У финалу, Севиља је повела 1 : 0 у 27. минуту, када је Луис Фабијано дао гол након асистенције Данија Алвеса, а затим је Енцо Мареска постигао два гола, у 78. и 84. минуту и Фредерик Кануте у 89. минуту за побједу Севиље од 4 : 0.

## Позадина
Куп УЕФА је био годишње фудбалско такмичење које је од 1971. организовала УЕФА, за клубове који су се пласирали на основу позиција у својим лигама у претходној сезони. Био је другостепено такмичење за европски клупски фудбал, испод Лиге шампиона, а 2009. постао је Лига Европе.
Мидлсбро се по први пут у историји пласирао у неко европско такмичење у сезони 2004/05. када је испао од Спортинга у осмини финала укупним резултатом 4 : 2. Севиља је први пут у европским такмичењима играла у сезони 1957/58. када је изгубила у четвртфиналу Купа шампиона од Реал Мадрида укупним резултатом 10 : 2. Мидлсбро и Севиља нису играли међусобно никада раније, Мидлсбро се у Куп УЕФА пласирао након што је завршио на седмом мјесту у Премијер лиги 2004/05. а Севиља након што је завршила на шестом мјесту у Ла лиги 2004/05.

## Пут до финала
Мидлсбро је групну фазу завршио на првом мјесту у групи са АЗ Алкмаром, Ловечом, Дњипром и Грасхопером. У првој утакмици прве елиминационе фазе побиједио је Штутгарт у гостима 2 : 1, након чега је изгубио кући 1 : 0, али је прошао због више датих голова у гостима. У осмини финала је играо против Роме и побиједио је у првој утакмици кући 1 : 0 голом Ајегбенија Јакубуа, након чега је у реваншу изгубио 2 : 1, али је прошао поново због више постигнутих голова у гостима. У четвртфиналу је изгубио од Базела у првој утакмици 2 : 0, након чега је у реваншу Базел повео 1 : 0, али је Мидлсбро преокренуо и побиједио 4 : 1 голом Масима Макаронеа у 90. минуту и прошао даље. У полуфиналу је изгубио од Стеауе Букурешт 1 : 0 у првој утакмици, након чега је у реваншу Стеауа повела 2 : 0, али је Мидлсбро преокренуо на 3 : 2, а Макароне је постигао гол за побједу од 4 : 2 у 89. минуту и пролаз у финале.
Севиља је групну фазу завршила на првом мјесту у групи са Зенитом, Болтон вондерерсима, Бешикташем и Виторијом Гимараис. У првој утакмици прве елиминационе фазе побиједила је Локомотиву из Москве 1 : 0 у гостима и 2 : 0 кући, а затим је у осмини финала изгубила на гостовању Лилу 1 : 0 у првој утакмици, али је у реваншу побиједила 2 : 0 и прошла је даље. У четвртфиналу је побиједила Зенит у првој утакмици 4 : 1, након чега је у реваншу играла неријешено 1 : 1 и прошла даље. У полуфиналу је ремизирала на гостовању против Шалкеа 04 у првој утакмици 0 : 0, реванш утакмица је такође завршена 0 : 0, а Севиља је побиједила на продужетке голом Антонија Пуерте у 100. минуту и пласирала се у финале.
|    | Табела групе Д | И | Д | Н | И | ДГ | ПГ | ГР | Бод. |
| -- | -------------- | - | - | - | - | -- | -- | -- | ---- |
| 1. | Мидлсбро       | 4 | 3 | 1 | 0 | 6  | 0  | +6 | 10   |
| 2. | АЗ Алкмар      | 4 | 3 | 1 | 0 | 5  | 1  | +4 | 10   |
| 3. | Литекс Ловеч   | 4 | 2 | 0 | 2 | 4  | 5  | –1 | 6    |
| 4. | Дњипро         | 4 | 1 | 0 | 3 | 4  | 9  | –5 | 3    |
| 5. | Грасхопер      | 4 | 0 | 0 | 4 | 3  | 7  | –4 | 0    |

|    | Табела групе Х        | И | Д | Н | И | ДГ | ПГ | ГР | Бод. |
| -- | --------------------- | - | - | - | - | -- | -- | -- | ---- |
| 1. | Севиља                | 4 | 2 | 1 | 1 | 8  | 4  | +4 | 7    |
| 2. | Зенит Санкт Петербург | 4 | 2 | 1 | 1 | 5  | 4  | +1 | 7    |
| 3. | Болтон вондерерси     | 4 | 1 | 3 | 0 | 4  | 3  | +1 | 6    |
| 4. | Бешикташ              | 4 | 1 | 2 | 1 | 5  | 6  | -1 | 5    |
| 5. | Виторија Гимараис     | 4 | 0 | 1 | 2 | 4  | 9  | -5 | 1    |

## Утакмица

### Детаљи
Финале је играно 10. маја 2006. на Филипс стадиону у Ајндховену, а почело је у 20.45 по средњоевропском времену, Присуствовало је 36.500 гледалаца. Севиља је имала први напад у другом минуту, када је Дани Алвес шутирао поред гола. Два минута касније Хави Наваро из Севиље је фаулирао Марка Видуку, а Фабио Рошембак је из слободног ударца шутирао у голмана Севиље Андреса Палопа. Севиља је нападала још два пута у првих десет минута, али је оба пута Крис Ригот избацио лопту у корнер. У 20. минуту, Севиља је нападала по десној страни, Алвес је додао лопту до Хавијера Савиоле, чији ударац је блокирао Гарет Саутгејт, а послије шест минута, Севиља је поново нападала преко Алвеса, који је додао лопту Луису Фабијану, који је постигао гол за вођство Севиље 1 : 0. Три минута касније, Севиља је поново нападала, али је Адријано Кореја шутирао преко гола. У 34. минуту, Мидлсбро је имао корнер, али је лопта дошла до одбрамбених играча Севиље. У последњих пет минута у првом полувремену, Севиља је нападала како би постигла други гол, али је након слободног ударца који је извео Хосе Луис Марти,Жилијен Ескуде шутирао преко гола и прво полувријеме завршено је резултатом 1 : 0 за Севиљу.
На полувремену, Масимо Макароне је ушао у игру умјесто Џејмса Морисона за Мидлсбро, а Фредерик Кануте умјесто Савиоле за Севиљу. У првих минута је Севиља нападала, али Адријано Кореја није стигао до лопте коју му је добацио Алвес, док је затим Кануте шутирао поред гола. У 51. минуту, Рошембак је извео слободан ударац за Мидлсбро, Ригот је главом додао лопту до Видуке, који је из близине шутирао у голмана Севиље Палопа, а два минута касније Алвес је добио жути картон због прекршаја над Стјуартом Даунингом. У 59. минуту, Макароне је шутирао у гол али је његов ударац одбранио Палоп. Одбрамбени играч Мидлсброа Френк Кедрјо се повриједио и у 69. минуту је изашао из игре, а умјесто њега је ушао нападач Ајегбени Јакубу, о чему је новинар часописа BBC написао „Макларен је шворц.“ У истом минуту је за Севиљу ушао Ренато Сантос умјесто Фабијана Кореје. Алвес је шутирао у 73. минуту али је његов ударац одбранио голман Марк Шварцер, након чега је Видука шутирао поред гола у 75. минуту, а два минута касније је тражио једанаестерац за Мидлсбро послије контакта са Наваром у шеснаестерцу, али га судија Херберт Фандел није досудио. Севиља је започела контра напад одмах након што је Видука тражио једанаестерац, Хесус Навас је додао лопту Канутеу, чији је ударац одбранио Шварцер, али је одбијена лопта дошла до Енца Мареске који  је постигао гол за 2 : 0.  Шест минута касније, Мареска је постигао свој гол, за вођство од 3 : 0, ударцем са преко 20 метара, о чему је новинар часописа The Guardian Мајк Адамсон, написао да је Шварцер могао да одбрани. Ли Катермол је ушао умјесто Видуке у 85. минуту за Мидлсбро, а Антонио Пуерта умјесто Адријана Кореје за Севиљу. У 89. минуту је шутирао Навас, што је одбранио Шварцер, али је на одбијену лопту дошао Кануте и постигао гол за 4 : 0, што је био и коначни резултат.
| Мидлсбро | 0 : 4     | Севиља                                                                        |
| -------- | --------- | ----------------------------------------------------------------------------- |
|          | Извјештај | Луис Фабијано 27’ · Енцо Мареска 78’ · Енцо Мареска 84’ · Фредерик Кануте 89’ |

| Мидлсбро | Севиља |

| Г             | 1  | Марк Шварцер       |     |     |
| О             | 21 | Стјуарт Парнаби    |     |     |
| О             | 5  | Крис Ригот         |     |     |
| О             | 6  | Гарет Саутгејт (к) |     |     |
| О             | 3  | Френк Кедрјо       |     | 70’ |
| С             | 25 | Џејмс Морисон      |     | 46’ |
| С             | 10 | Фабио Рошембак     | 83’ |     |
| С             | 7  | Џорџ Боатенг       |     |     |
| С             | 19 | Стјуарт Даунинг    |     |     |
| Н             | 36 | Марк Видука        |     | 85’ |
| Н             | 9  | Џими Хаселбајнк    |     |     |
| Измјене:      |    |                    |     |     |
| Г             | 22 | Бред Џонс          |     |     |
| О             | 4  | Уго Ехиогу         |     |     |
| О             | 26 | Метју Бејтс        |     |     |
| С             | 15 | Реј Парлор         |     |     |
| С             | 39 | Ли Катермол        |     | 85’ |
| Н             | 18 | Масимо Макароне    |     | 46’ |
| Н             | 20 | Ајегбени Јакубу    |     | 70’ |
| Тренер:       |    |                    |     |     |
| Стив Макларен |    |                    |     |     |

| Г            | 1  | Андрес Палоп    |     |     |
| О            | 4  | Дани Алвес      | 52’ |     |
| О            | 2  | Хави Наваро (к) |     |     |
| О            | 6  | Жилијен Ескуде  | 81’ |     |
| О            | 3  | Давид Кастедо   |     |     |
| С            | 15 | Хесус Навас     |     |     |
| С            | 18 | Хосе Луис Марти |     |     |
| С            | 25 | Енцо Мареска    | 85’ |     |
| С            | 16 | Адријано        |     | 85’ |
| Н            | 10 | Луис Фабијано   |     | 73’ |
| Н            | 7  | Хавијер Савиола |     | 46’ |
| Измјене:     |    |                 |     |     |
| Г            | 13 | Антонио Нотарио |     |     |
| О            | 20 | Ајтор Очио      |     |     |
| С            | 11 | Ренато          |     | 73’ |
| С            | 22 | Фернандо Салес  |     |     |
| С            | 27 | Антонио Пуерта  |     | 85’ |
| Н            | 31 | Кепа Бланко     |     |     |
| Н            | 12 | Фредерик Кануте |     | 46’ |
| Тренер:      |    |                 |     |     |
| Хуанде Рамос |    |                 |     |     |

| Играч утакмице: Енцо Мареска (Севиља) Помоћне судије: Волкер Везел Карстен Кадах Четврти судија: Флоријан Мејер | Правила утакмице - 90. минута - Продужеци два пута по 15 минута у случају неријешеног резултата - Извођење једанаестераца у случају неријешеног резултата послије продужетака - Седам играча на клупи за резерве - Максимално три измјене |

### Статистика
| Статистика          | Мидлсбро | Севиља |
| ------------------- | -------- | ------ |
| Голови              | 0        | 1      |
| Укупно шутева       | 2        | 7      |
| Шутеви у оквир гола | 1        | 3      |
| Одбране             | 2        | 1      |
| Посјед лопте        | 46%      | 54%    |
| Корнери             | 3        | 3      |
| Прекршаји           | 11       | 7      |
| Офсајди             | 1        | 0      |
| Жути картони        | 0        | 0      |
| Црвени картони      | 0        | 0      |

| Статистика          | Мидлсбро | Севиља |
| ------------------- | -------- | ------ |
| Голови              | 0        | 3      |
| Укупно шутева       | 5        | 12     |
| Шутеви у оквир гола | 2        | 9      |
| Одбране             | 6        | 2      |
| Посјед лопте        | 48%      | 52%    |
| Корнери             | 2        | 3      |
| Прекршаји           | 10       | 6      |
| Офсајди             | 1        | 0      |
| Жути картони        | 1        | 3      |
| Црвени картони      | 0        | 0      |

| Статистика          | Мидлсбро | Севиља |
| ------------------- | -------- | ------ |
| Голови              | 0        | 4      |
| Укупно шутева       | 7        | 19     |
| Шутеви у оквир гола | 3        | 12     |
| Одбране             | 8        | 3      |
| Посјед лопте        | 47%      | 53%    |
| Корнери             | 5        | 6      |
| Прекршаји           | 21       | 13     |
| Офсајди             | 2        | 0      |
| Жути картони        | 1        | 3      |
| Црвени картони      | 0        | 0      |